# 阿比達·帕維
阿比達·帕維（烏爾都語：عابدہ پروین，英語：Abida Parveen，1954年2月20日—）是一名來自巴基斯坦的女歌手、作曲家及音樂家。她主要演出伊斯蘭蘇非主義的一種名為「Qawwali」的宗教音樂。她有「蘇非音樂皇后」（Queen of Sufi Music）的美譽。
帕維的父親Ghulam Haider亦是巴基斯坦知名的蘇非音樂家。

## 外部連結
- 阿比達·帕維在互联网电影资料库（IMDb）上的資料（英文）